# Het beloofde land (Järnefelt)
Het beloofde land (Luvattu maa) is een compositie van Armas Järnefelt. Het is een suite, die samengesteld is uit de muziek die deze Finse componist schreef voor de begeleiding van het gelijknamige toneelstuk van Immi Hellén. Dat werd in 1907 opgevoerd in het nationaal theater in Helsinki met Ida Aalberg in de hoofdrol.
De suite bestaat uit drie delen:
- Introductie (Johdanto): Israels gevangenschap (Israelin vankeus)
- Klaagzang van Eliseba (Elitzeban valitus)
- Dans (Tanssit).